# Atlético Malagueño
 (novembre 2022).
Si vous disposez d'ouvrages ou d'articles de référence ou si vous connaissez des sites web de qualité traitant du thème abordé ici, merci de compléter l'article en donnant les références utiles à sa vérifiabilité et en les liant à la section « Notes et références ».
Maillots
Actualités
Le Club Atlético Malagueño est un club de football fondé en 1990. Il constitue l'équipe réserve du Málaga CF.

## Histoire
Le club est fondé en 1990 sous le nom de Sociedad Deportiva Malagueña. C'est alors l'équipe réserve du CD Málaga. En 1995, l'équipe adopte le nom de Málaga Club de Fútbol B puisque le CD Málaga qui fait faillite laisse place au Málaga CF. 
En 2003, l'équipe parvient en Segunda División où elle reste durant trois ans. Après son passage en Segunda, l'équipe descend deux fois consécutivement pour se retrouver en Tercera División.
En 2009, l'équipe adopte son nom actuel.

## Saison par saison
| Saison    | Niveau | Division            | Place |
| --------- | ------ | ------------------- | ----- |
| 1990-1991 | 7      | Segunda Provincial  | -     |
| 1991-1992 | 7      | Segunda Provincial  | 3e    |
| 1992-1993 | 6      | Primera Provincial  | 1er   |
| 1993-1994 | 5      | Regional Preferente | 1er   |
| 1994-1995 | 5      | Regional Preferente | 8e    |
| 1995-1996 | 5      | Regional Preferente | 1er   |
| 1996-1997 | 4      | Tercera División    | 11e   |
| 1997-1998 | 4      | Tercera División    | 6e    |
| 1998-1999 | 4      | Tercera División    | 1er   |
| 1999-2000 | 4      | Tercera División    | 7e    |
| 2000-2001 | 4      | Tercera División    | 2e    |
| 2001-2002 | 4      | Tercera División    | 2e    |
| 2002-2003 | 3      | Segunda División B  | 2e    |
| 2003-2004 | 2      | Segunda División    | 15e   |
| 2004-2005 | 2      | Segunda División    | 17e   |
| 2005-2006 | 2      | Segunda División    | 21e   |
| 2006-2007 | 3      | Segunda División B  | 20e   |
| 2007-2008 | 4      | Tercera División    | 15e   |
| 2008-2009 | 4      | Tercera División    | 4e    |
| 2009-2010 | 4      | Tercera División    | 6e    |
| 2010-2011 | 4      | Tercera División    | 4e    |
| 2011-2012 | 4      | Tercera División    | 5e    |
| 2012-2013 | 4      | Tercera División    | 4e    |
| 2013-2014 | 4      | Tercera División    | 3e    |
| 2014-2015 | 4      | Tercera División    | 2e    |

| Saison    | Niveau | Division              | Place |
| --------- | ------ | --------------------- | ----- |
| 2015-2016 | 4      | Tercera División      | 2e    |
| 2016-2017 | 4      | Tercera División      | 1er   |
| 2017-2018 | 4      | Tercera División      | 1er   |
| 2018-2019 | 3      | Segunda División B    | 19e   |
| 2019-2020 | 4      | Tercera División      | 9e    |
| 2020-2021 | 4      | Tercera División      | 7e    |
| 2021-2022 | 5      | Tercera División RFEF | 5e    |
| 2022-2023 | 5      | Tercera Federación    | 5e    |
| 2023-2024 | 5      | Tercera Federación    | 3e    |
| 2024-2025 | 5      | Tercera Federación    | 1er   |
| 2025-2026 | 4      | Segunda Federación    |       |

- 3 saisons en Segunda División
- 3 saisons en Segunda División B
- 17 saisons en Tercera División
- 6 saisons dans les ligues régionales